# 자쪽손목폄근
자쪽손목폄근(extensor carpi ulnaris) 또는 척측수근신근(尺側手根伸筋)은 아래팔의 자쪽(안쪽)에 위치한 근육이다. 아래팔뒤칸 얕은층에 위치하며 손목을 펴고 모으는 작용을 한다.

## 구조
위팔뼈 가쪽위관절융기와 자뼈 뒤쪽 모서리에서 기시한다. 이후 아래팔을 자쪽 측면에서 주행하여 다섯째손허리뼈 바닥에 닿는다.

### 신경 분포
자쪽손목폄근은 이름과 달리, 노신경 깊은가지가 연속된 신경인 뒤뼈사이신경(C7, C8)의 지배를 받는다. 따라서 팔신경얼기 뒤다발 손상으로 인해 자쪽손목폄근에 마비가 생길 수 있다.

## 작용
자쪽손목폄근은 손목을 펴는 역할을 하나, 홀로 작용하는 경우 손을 자쪽으로 모으는 작용도 한다. 팔꿈치관절 역시 편다.
육식동물에서는 자쪽손목폄근이 손목의 폄근이지만, 유제류에서는 굽힘근으로 작용한다. 이 경우 'ulnaris lateralis'로 기술한다.

## 부상
자쪽손목폄근에 일어나는 흔한 손상은 테니스 엘보로, 위팔뼈 가쪽위관절융기에 염증이 생기는 질환이다. 반복적으로 팔, 팔꿈치, 손목을 움직이는 활동을 하는 사람에서 잘 발생하며, 특히 물체를 꽉 쥐고 있을 때 더욱 발생하기 쉽다. 자쪽손목폄근에 손상이 생겼을 때 나타날 수 있는 증상에는 손을 흔들거나 물건을 쥐어짤 때, 혹은 물건을 쥘 때 유발되는 통증이다. 이러한 통증은 환자가 손목에 힘을 주고 움직일 때 악화된다. 이렇게 통증이 악화되는 이유는 팔꿈치 영역 부근에서 자쪽손목폄근에 손상이 생겼고, 환자가 팔을 움직이면서 근육이 수축해 염증 부위를 지나가게 되기 때문이다. 그 결과 이미 손상이 된 부위에 자극이 가해져 통증이 유발된다. 테니스 엘보 치료를 위해서는 작업치료, 물리치료, 항염증제, 손상을 유발한 활동 중지 등이 필요하다. 테니스 엘보와 유사하지만 안쪽위관절융기에 염증이 생기는 질환은 골프 엘보라고 한다.

### 진단과 치료
자쪽손목폄근 손상 시 CT, MRI, 초음파 등 영상의학 기법을 진단에 가장 자주 이용한다. 자쪽손목폄근 손상이 진단된 경우 의사는 손상의 정도에 따라 치료 계획을 수립한다. 보존적 치료 시 깁스(보조기)로 손목을 고정하여 움직이지 못하게 하고 안정시킨다. 모든 손목의 움직임을 멈추기 위해서는 장상지 석고(long arm cast)가 필요할 수 있다. 고정 기간은 치료를 진행하는 의사의 재량에 달려 있다. 손상이 보존적 치료를 진행하는 동안 개선되지 않거나, 초기 손상이 보존적 치료를 시행하기에는 너무 심한 경우 침습적 치료가 필요할 수 있다. 스테로이드 주사와 수술은 가장 중요한 침습적 치료 방식이다. 자쪽손목폄근의 외과적 복구나 재건술은 자주 필요하지는 않으나, 중증의 손상 시 필요할 수 있다.

## 추가 이미지
- 뒤에서 본 왼쪽 아래팔의 뼈
- 왼쪽 손등의 뼈
- 아래팔 중간부의 단면
- 아래팔뒤칸 깊은층의 근육
- 노뼈와 자뼈 먼쪽 끝의 단면
- 손목과 손가락의 단면
- 손목 뒤쪽 힘줄들의 윤활집
- 자쪽손목폄근
- 자쪽손목폄근
- 자쪽손목폄근